# Vissulaid
Vissulaid (svenska: Vasiholm) är en ö i Östersjön i västra Estland. Den ligger i Pühalepa kommun i Hiiumaa (Dagö), 120 km väster om huvudstaden Tallinn. 
Vissulaid är 0,04 kvadratkilometer stor. Dess högsta punkt ligger 3 meter över havsnivån. Den består av en nordlig och en sydlig del som sammanhänger genom ett smalt näs. Ön ligger omkring 600 meter norr om udden Hiiessaare neem på Dagö och 4,5 km öst om länshuvudorten Kärrdal.
Inlandsklimat råder i trakten. Årsmedeltemperaturen i trakten är 4 °C. Den varmaste månaden är juli, då medeltemperaturen är 16 °C, och den kallaste är januari, med −8 °C.